# Careproctus falklandicus
Careproctus falklandicus és una espècie de peix pertanyent a la família dels lipàrids.

## Hàbitat
És un peix marí, demersal i de clima temperat que viu entre 16 i 150 m de fondària.

## Distribució geogràfica
Es troba al Pacífic sud-oriental (Xile) i l'Atlàntic sud-occidental.

## Observacions
És inofensiu per als humans.